# 第11回ゴールデンラズベリー賞
第11回ゴールデンラズベリー賞は、第63回アカデミー賞授賞式前日の1991年3月24日にハリウッド・ルーズベルト・ホテルで発表・授賞式が行われた。

## 受賞と候補の一覧
※太字が受賞作品、それ以外は候補作品。

### 最低作品賞
- フォード・フェアレーンの冒険（分け）
- 虚栄のかがり火
- ゴースト・ラブ（分け）
- プリンス/グラフィティ・ブリッジ

### 最低男優賞
- アンドリュー・ダイス・クレイ - フォード・フェアレーンの冒険
- プリンス - プリンス/グラフィティ・ブリッジ
- ミッキー・ローク - 逃亡者、蘭の女
- ジョージ・C・スコット - エクソシスト3

### 最低女優賞
- ボー・デレク - ゴースト・ラブ
- メラニー・グリフィス - 虚栄のかがり火
- ベット・ミドラー - ステラ
- モリー・リングウォルド - 本日はお日柄も良く/ベッツィの結婚

### 最低助演男優賞
- レオ・ダミアン - ゴースト・ラブ
- ギルバート・ゴットフリード - フォード・フェアレーンの冒険、リトル★ダイナマイツ/ベイビー・トークTOO、プロブレム・チャイルド/うわさの問題児
- ウェイン・ニュートン - フォード・フェアレーンの冒険
- 本人役でカメオ出演したドナルド・トランプ - ゴースト・ラブ

### 最低助演女優賞
- ロザンヌ・バー[声の出演のみ] - リトル★ダイナマイツ/ベイビー・トークTOO
- キム・キャトラル - 虚栄のかがり火
- ソフィア・コッポラ - ゴッドファーザーPARTIII
- ジュリー・ニューマー - ゴースト・ラブ
- アリー・シーディ - 本日はお日柄も良く/ベッツィの結婚

### 最低監督賞
- ブライアン・デ・パルマ - 虚栄のかがり火
- ジョン・デレク - ゴースト・ラブ
- レニー・ハーリン - フォード・フェアレーンの冒険
- プリンス - プリンス/グラフィティ・ブリッジ

### 最低脚本賞
- フォード・フェアレーンの冒険 - ダニエル・ウォーターズ、ジェームズ・カップ、デヴィッド・アーノット、Rex Weiner
- 虚栄のかがり火 - マイケル・クリストファー、原作のトム・ウルフ
- ゴースト・ラブ - ジョン・デレク
- プリンス/グラフィティ・ブリッジ - プリンス

### 最低新人賞
- イングリッド・シャヴェイズ - プリンス/グラフィティ・ブリッジ
- ソフィア・コッポラ - ゴッドファーザーPARTIII
- レオ・ダミアン - ゴースト・ラブ
- キャリー・オーティス - 蘭の女
- ドナルド・トランプ - ゴースト・ラブ

### 最低主題歌賞
- "He's Comin' Back" - 裸の十字架を持つ男/エクソシストフォーエバー

- "One More Cheer for Me!" - ステラ